# Röschbühl
Röschbühl, manchmal auch Fallhaus genannt, ist ein Wohnplatz der Gemeinde Obersontheim im nordostbadenwürttembergischen Landkreis Schwäbisch Hall.

## Beschreibung
Das gerade noch auf der Gemarkung des Ortsteils Untersontheim liegende Röschbühl ist heute ein Einzelanwesen mit einem Wohnhaus und einem landwirtschaftlichen Nebengebäude. Es liegt am unteren linken Hangfuß des Fischachtals auf etwa 398 m ü. NHN. Etwas über 20 Metern nordost- und hangaufwärts beginnt der Wald Röschbühl, weniger als 20 Metern in Gegenrichtung zur Fischach zu verlief der bis ins 20. Jahrhundert noch genutzte Mühlkanal zur Beutenmühle, der inzwischen trockenliegt und in diesem Bereich heute (2017) größtenteils schon verfüllt ist. Seiner Trasse folgt die Gemarkungsgrenze von Untersontheim zu Oberfischach. 80 weitere Metern über die sehr flache Talaue entfernt zieht die begradigte Fischach selbst talwärts.
Weniger als 50 Meter den Weg des Kanals abwärts und dicht an seiner anderen Seite stand früher ein zu Oberfischach gehörendes Einzelhaus, das im 20. Jahrhundert verlassen und dann abgerissen wurde. Dieses oder eher das noch vorhandene Anwesen war früher Sitz eines Scharfrichters und Wasenmeisters, was den anderen Namen Fallhaus erklärt. Auf einer Karte aus dem Jahre 1841 sind noch beide Anwesen und die damals noch nicht begradigte Fischach erkennbar.
Röschbühl wird erschlossen durch eine weniger als 300 Meter lange Stichstraße von der K 2627 Oberfischach–Mittelfischach auf der anderen Seite des kleinen Flusses her.